# Der blaue Planet
Der blaue Planet (Den blå planeten) är bandet Karats fjärde album, släppt år 1982.

## Låtförteckning
1. 45-01 (5:01)
2. Marionetten (4:17)
3. Falscher Glanz (4:24)
4. Jede Stunde (4:15)
5. Blumen aus Eis (3:46)
6. Der blaue Planet (5:25)
7. Der Spieler (3:37)
8. Gefährten des Sturmwinds (6:29)
9. Wie weit fliegt die Taube (7:08)

## Musiker
- Herbert Dreilich – sång.
- Ulrich "Ed" Swillms – klaviatur, sång.
- Bernd Römer – gitarr.
- Michael Schwandt – trummor.
- Henning Protzmann – basgitarr.